# Charlton Heston
Charlton Heston, właśc. John Charles Carter (ur. 4 października 1923 w Evanston, zm. 5 kwietnia 2008 w Beverly Hills) − amerykański aktor, reżyser, producent i działacz polityczny, zdobywca Oscara za legendarną rolę tytułową w Ben-Hurze (1959). Zdobył sławę dzięki głównym rolom męskim w licznych hollywoodzkich filmach, w tym eposach biblijnych, dramatach historycznych, filmach fantastycznonaukowych, filmach fantasy i filmach akcji. Był trzykrotnie nominowany do Złotego Globu i trzech nagród Emmy.
W 2011 został upamiętniony na znaczku pocztowym w związku z serią „Legendy Hollywoodu”.

## Życiorys

### Wczesne lata
Urodził się w Evanston w stanie Illinois jako syn Lilli (z domu Charlton) Carter i Russella Whitforda Cartera, operatora młyna. Jego rodzina miała pochodzenie angielskie, szkockie, kornwalijskie i niemieckie. Kiedy miał dziesięć lat, jego rodzice rozwiedli się. Matka wyszła za mąż za Chestera Hestona i Charlton przyjął nazwisko ojczyma. Rodzina przeprowadziła się na przedmieścia Chicago. W 1941 ukończył New Trier High School w Winnetka. Studiował na wydziale teatralnym na Northwestern University w Evanston. W czasie II wojny światowej służył w Korpusie Powietrznym Armii Stanów Zjednoczonych. 

### Kariera

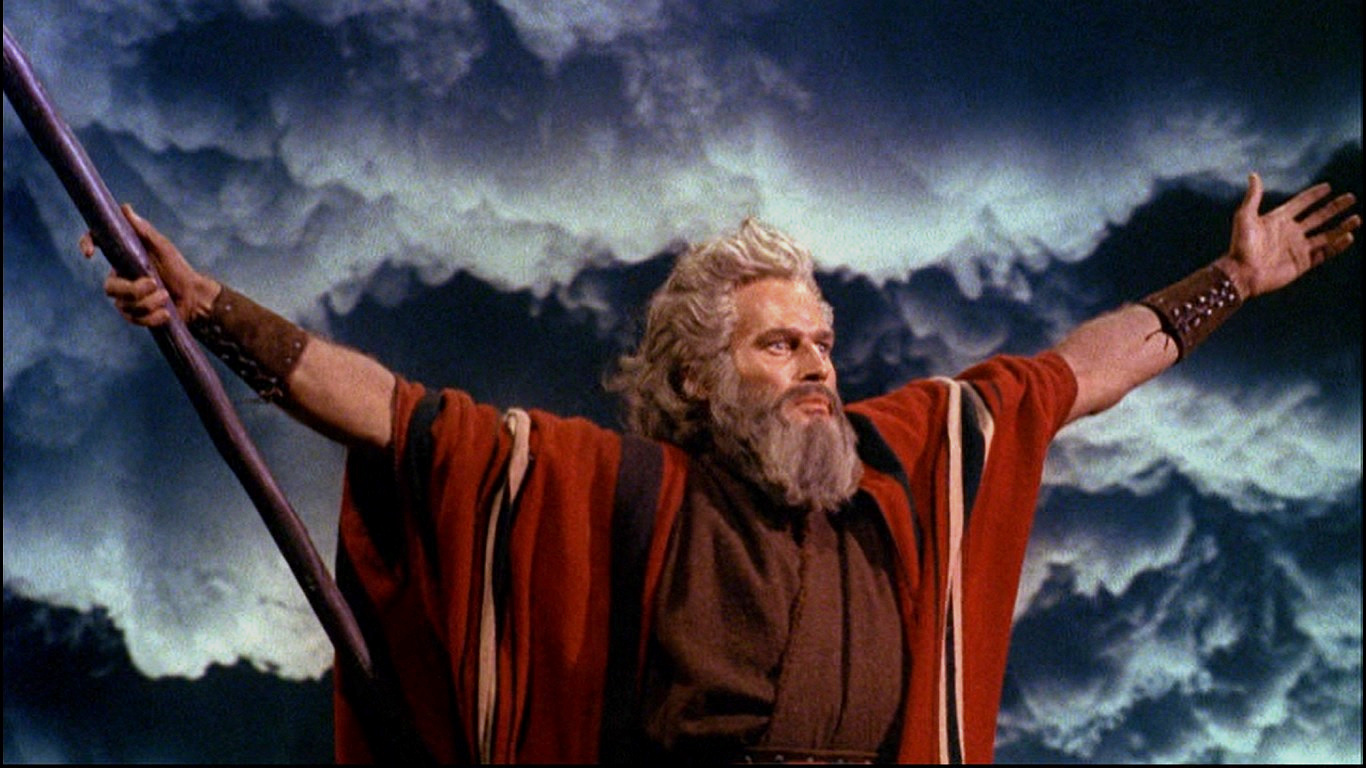
Jako Mojżesz w filmie Dziesięcioro przykazań

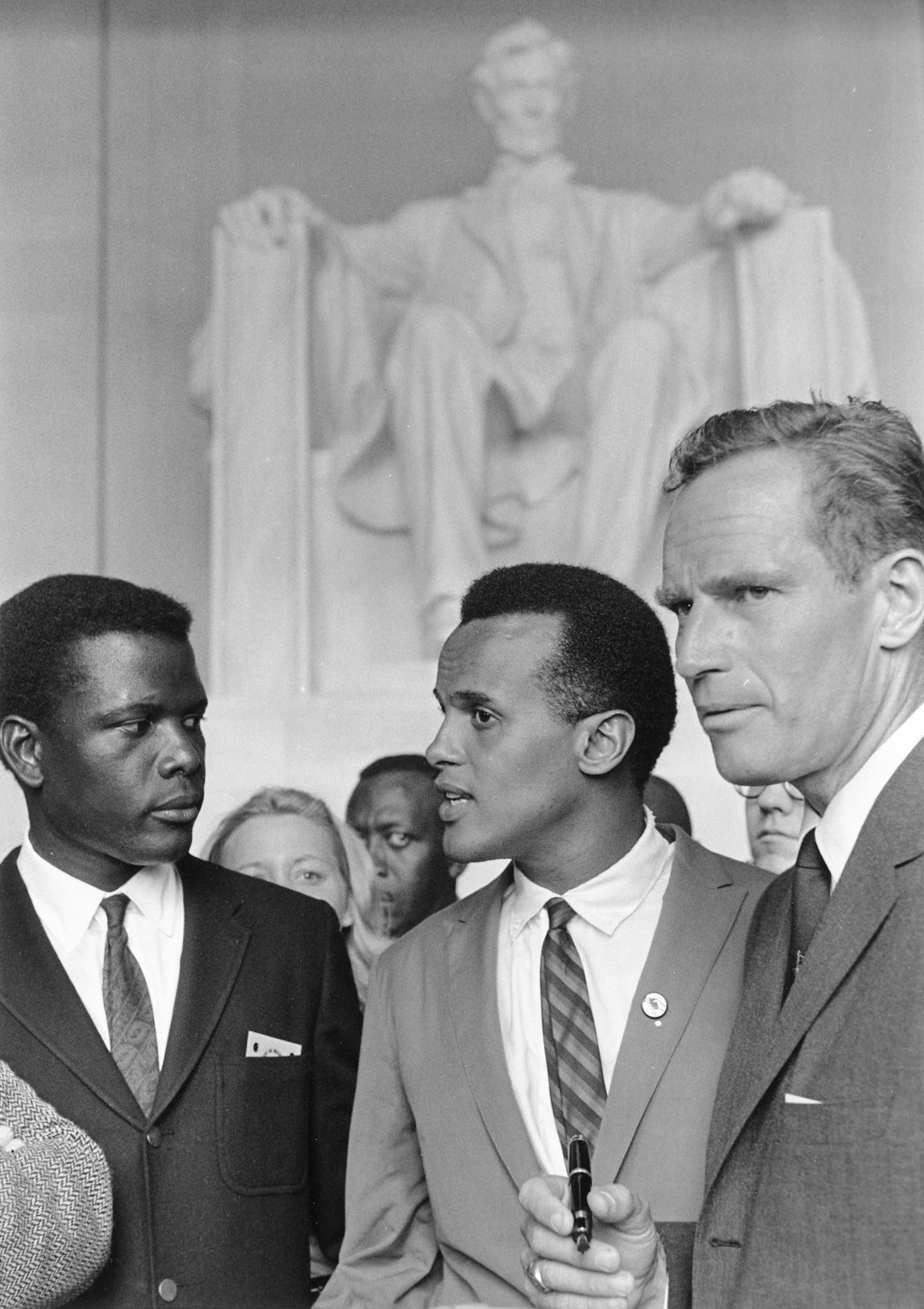
Uczestnicy marszu na Waszyngton: (od lewej) Sidney Poitier, Harry Belafonte, Charlton Heston

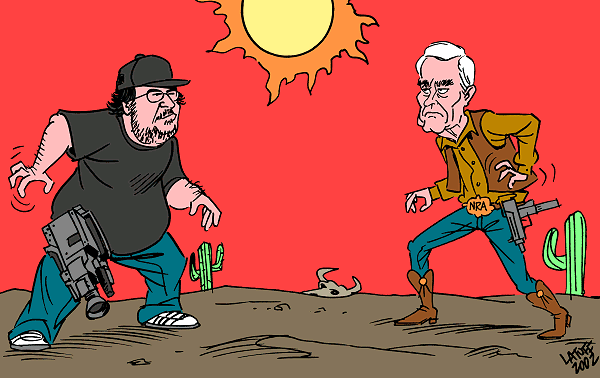
Michael Moore i Charlton Heston
w karykaturze Carlosa Latuffa do filmu Zabawy z bronią

Był cenionym aktorem i lektorem radiowym w Chicago, zanim po raz pierwszy trafił na ekran w tytułowej roli w ekranizacji sztuki Henrika Ibsena Peer Gynt (1941) z udziałem Francisa X. Bushmana w roli narratora. Po wojnie Heston z żoną zamieszkał w Hell’s Kitchen w Nowym Jorku, gdzie pracował jako model artystów. Zafascynowany repertuarem Williama Shakespeare’a i szukając sposobu na dostanie się do teatru, Heston i jego żona podjęli w 1947 pracę administratorów teatrzyku Thomas Wolfe Memorial Theatre w Asheville w Karolinie Północnej. W 1947 zadebiutował na Broadwayu w roli Prokuleusza, żołnierza Cezara w tragedii szekspirowskiej Antoniusz i Kleopatra. W 1950 zdobył nagrodę Theatre World za rolę Johna Clitherowa w przedstawieniu broadwayowskim Projekt witraża. W adaptacji szekspirowskiej Avon Productions Juliusza Cezara (Julius Caesar, 1950) został obsadzony w roli Marka Antoniusza. 
W 1950 przeniósł się do Hollywood. W wieku 26 lat jego pierwszym profesjonalnym występem filmowym była główna podwójna rola skorumpowanego hazardzisty skazanego na zagładę Danny’ego Haleya i Richarda Brantona w dramacie kryminalnym noir Williama Dieterle’a Mroczne miasto (Dark City, 1950). Przełom w jego karierze nastąpił, gdy Cecil B. DeMille zaangażował go do roli bezwzględnego dyrektora cyrku Brada Bradena w monumentalnym hollywoodzkim dramacie familijnym Największe widowisko świata (The Greatest Show on Earth, 1952), który został nagrodzony Oscarem dla najlepszego filmu roku i Złotym Globem dla najlepszego filmu dramatycznego. Wystąpił dwukrotnie jako siódmy prezydent USA, Andrew Jackson w dramacie biograficznym 20th Century Studios Dama prezydenta (The President’s Lady, 1953) i przygodowym dramacie historycznym Anthony’ego Quinna Korsarz (The Buccaneer, 1958).
Heston stał się ikoną złotej ery Hollywood dzięki roli Mojżesza w biblijnym eposie Dziesięcioro przykazań (1956), wybrany przez reżysera Cecila B. DeMille’a, który uważał, że Heston ma niesamowite podobieństwo do marmurowej rzeźby Mojżesza Michała Anioła. Po tym jak Marlon Brando, Burt Lancaster i Rock Hudson odrzucili propozycję roli Judy Ben-Hura, Heston ćwiczył dwa miesiące do wściekłego wyścigu rydwanów i zagrał w ekranizacji powieści historycznej Lew Wallace’a Ben-Hur (1959) w reż. Williama Wylera, za którą został uhonorowany Oscarem dla najlepszego aktora pierwszoplanowego i nagrodą David di Donatello. 
8 lutego 1960 otrzymał własną gwiazdę w Alei Gwiazd w Los Angeles znajdującą się przy 1628 Hollywood Boulevard.
Wystąpił jako Rodrigo Díaz de Vivar w amerykańsko−włoskim dramacie kostiumowym Anthony’ego Manna Cyd (El Cid, 1961), Michał Anioł w ekranizacji powieści Irvinga Stone’a Udręka i ekstaza (The Agony and the Ecstasy, 1965) w reż. Carola Reeda, Jan Chrzciciel w filmie biblijnym George’a Stevensa Opowieść wszech czasów (The Greatest Story Ever Told, 1965), brytyjski generał Charles Gordon w historycznym dramacie biograficznym Chartum (Khartoum, 1966) i Robert Neville w dramacie fantastycznonaukowym Borisa Sagala Człowiek Omega (The Omega Man, 1971). 
Sfinansował ekranizację Juliusza Cezara (Julius Caesar, 1970), gdzie wystąpił jako Marek Antoniusz, a tytułową postać zagrał John Gielgud. W 1971 zadebiutował jako reżyser adaptacji szekspirowskiej Antoniusza i Kleopatry (Antony and Cleopatra), gdzie zagrał także Marka Antoniusza. Wystąpił u Richarda Lestera w roli detektywa Roberta Thorna w dramacie fantastycznonaukowym Zielona pożywka (Soylent Green, 1973) oraz jako kardynał Richelieu w ekranizacji powieści Aleksandra Dumasa Trzej muszkieterowie (The Three Musketeers, 1973) i sequelu Czterej muszkieterowie (The Four Musketeers, 1974). W operze mydlanej ABC, Dynastia (Dynasty, 1985) i spin–offie Dynastia Colbych (The Colbys, 1985–1987) zagrał rolę dyrektora generalnego Colby Enterprises, Jasona Colby’ego. W ekranowej adaptacji Kennetha Branagha szekspirowskiego Hamleta (1996) pojawił się jako aktor grający króla.
W latach 50. i 60. popierał demokratów, w 1963 brał udział w marszu na Waszyngton Martina Luthera Kinga, w latach 1966–1971 był prezesem Stowarzyszenia Aktorów Filmowych. W latach 80. zbliżył się do republikanów i w kolejnych kampaniach wyborczych popierał ich kandydatów na prezydenta. W latach 1998–2003 był prezesem Narodowego Stowarzyszenia Strzeleckiego Ameryki, zdecydowanie opowiadając się przeciwko próbom ograniczenia dostępu do broni w USA – w tej roli pojawił się w oscarowym dokumencie Zabawy z bronią Michaela Moore’a.

## Życie prywatne
17 marca 1944 poślubił Lydię Marie Clarke. Mieli syna Frasera Clarke’a (ur. 1955), który został scenarzystą i aktorem, oraz adoptowaną córkę Holly Ann (ur. 1961).

### Śmierć
W 2002 stwierdzono u niego chorobę Alzheimera. 5 kwietnia 2008 zmarł w wieku 84 lat w swoim domu w Beverly Hills.

## Filmografia
- 1941: Peer Gynt – Peer Gynt
- 1950: Dark City – Danny Haley/Richard Branton
- 1950: Julius Caesar – Marek Antoniusz
- 1953: Dama prezydenta (The President’s Lady) – prezydent Andrew Jackson
- 1954: Secret of the Incas – Harry Steele
- 1956: Dziesięcioro przykazań (The Ten Commandments) – Mojżesz
- 1958: Biały kanion (The Big Country) – Steve Leech
- 1958: The Bucaneer – gen. Andrew Jackson
- 1958: Dotyk zła (Touch of Evil) – Ramon Miguel "Mike" Vargas
- 1959: Ben-Hur – Juda Ben-Hur
- 1959: Wrak „Mary Deare” (The Wreck of Mary Deare) – John Sands
- 1961: Cyd (El Cid) – Rodrigo Díaz de Vivar
- 1965: Udręka i ekstaza (The Agony and the Ecstasy) – Michał Anioł
- 1965: Major Dundee – major Amos Charles Dundee
- 1965: Opowieść wszech czasów (The Greatest Story Ever Told) – Jan Chrzciciel
- 1966: Chartum (Khartoum) – gen. Charles Gordon
- 1968: Planeta małp (Planet of the Apes) – George Taylor
- 1970: W podziemiach Planety Małp (Beneath the Planet of the Apes) – George Taylor
- 1971: The Omega Man – Robert Neville
- 1971: Antoniusz i Kleopatra (Anthony and Cleopatra) – Marek Antoniusz
- 1972: Terror w przestworzach (Skyjacked) – kpt. Henry „Hank” O’Hara
- 1973: Zielona pożywka (Soylen Green) – detektyw Robert Thorn
- 1973: Trzej muszkieterowie (The Three Musketeers) – kardynał Richelieu
- 1974: Port lotniczy 1975 (Airport 1975) – Alan Murdock
- 1974: Czterej muszkieterowie (The Four Musketeers) – kardynał Richelieu
- 1974: Trzęsienie ziemi (Earthquake) – Stewart Graff
- 1976: Bitwa o Midway (Midway) – kom. Matthew Garth
- 1976: Dwuminutowe ostrzeżenie (Two-Minute Warning) – kpt. Peter Holly
- 1977: Książę i żebrak (Crossed Swords) – król Henryk VIII
- 1985–1987: Dynastia Colbych (Dynasty II: The Colbys) – Jason Colby
- 1989: Wyspa Skarbów (Treasure Island) – John Silver
- 1993: Świat Wayne’a 2 (Wayne’s World 2) – dobry aktor
- 1993: Tombstone – Henry Hooker
- 1994: Prawdziwe kłamstwa (True Lies) – Spencer Trilby
- 1995: W paszczy szaleństwa (In the Mouth of Madness) – Jackson Harglow
- 1996: Hamlet – aktor-król
- 1996: Tajemnicze Pochodzenie Człowieka (The Mysterious Origin of Man) – w osobie własnej jako gospodarz i narrator
- 1999: Męska gra (Any Given Sunday) – komisarz
- 2001: Planeta Małp (Planet of the Apes) – Zaius
- 2001: Zakon (The Order) – prof. Walter Finley
- 2001: Romanssidło (Town & Country) – Ojciec Eugenie
- 2003: Papà Rua Alguem 5555 – Josef Mengele
- 2005: Czyngis-chan (Genghis Khan) – Togrul
- 2010: Genghis Khan: The Story of a Lifetime – Trogul

## Nagrody
| Rok  | Nagroda                                                 | Kategoria                                                   | Film                                                     |
| ---- | ------------------------------------------------------- | ----------------------------------------------------------- | -------------------------------------------------------- |
| 1960 | Nagroda Akademii Filmowej                               | Najlepszy aktor pierwszoplanowy                             | Ben-Hur (1959)                                           |
| 1961 | David di Donatello                                      | Najlepszy aktor zagraniczny                                 | Ben-Hur (1959)                                           |
| 1962 | Złoty Glob                                              | Henrietta Award                                             | –                                                        |
| 1963 | Bambi                                                   | Najlepszy aktor międzynarodowy                              | Gołąb, który ocalił Rzym (1962)                          |
| 1967 | Złoty Glob                                              | Nagroda im. Cecila B. DeMille’a                             | –                                                        |
| 1972 | Nagroda Gildii Aktorów Ekranowych                       | Nagroda Gildii Aktorów Ekranowych za całokształt twórczości | –                                                        |
| 1975 | Academy of Science Fiction, Fantasy and Horror Films    | Nagroda specjalna                                           | –                                                        |
| 1978 | Nagroda Amerykańskiej Akademii Sztuki i Wiedzy Filmowej | Nagroda za działalność humanitarną im. Jeana Hersholta      | –                                                        |
| 1997 | Board of Trustees of the Kennedy Center                 | Kennedy Center Honors                                       | –                                                        |
| 2002 | 22. rozdanie nagród Złotych Malin                       | Najgorszy aktor drugoplanowy                                | Planeta Małp (2001) Psy i koty (2001) Romanssidło (2001) |